# Villamorisca
Villamorisca es una localidad española del municipio de Valderrueda, en la provincia de León, comunidad autónoma de Castilla y León.
La iglesia está dedicada a san Félix.

## Localidades limítrofes
Confina con las siguientes localidades:
- Al norte con Cerezal de la Guzpeña.
- Al noreste con Carrizal.
- Al sur con La Vega de Almanza.
- Al oeste con Santa Olaja de la Acción.
- Al noroeste con Llama de la Guzpeña y Prado de la Guzpeña.

## Demografía
Evolución de la población
| Gráfica de evolución demográfica de Villamorisca entre 2000 y 2017 |
|                                                                    |
| Población de derecho (2000-2017) según el padrón municipal del INE |

## Historia
Así se describe a Villamorisca en el tomo XVI del Diccionario geográfico-estadístico-histórico de España y sus posesiones de Ultramar, obra impulsada por Pascual Madoz a mediados del siglo XIX:

Lugar en la provincia y diócesis de León, partido judicial de Sahagún, audiencia territorial y capitanía general de Valladolid, ayuntamiento de la Vega. Situado a orillas del Cea; su clima aunque algo frío es bastante sano. Tiene 20 casas; iglesia parroquial (San Félix) servida por un cura de ingreso y libre provisión, y buenas aguas potables. Confina con Carrizal y Calaveras de Arriba. El terreno es de mediana calidad y le fertilizan las aguas del Cea. Los caminos son locales. Producciones: granos, legumbres, lino, vino y pastos; cría ganados y alguna caza y pesca. Industria: telares de lienzos del país. Población: 20 vecinos, 84 almas. Contribución: con el ayuntamiento.
Diccionario geográfico-estadístico-histórico de España y sus posesiones de Ultramar